# Котюрова
Котюро́ва (рос. Котюрова) — присілок у складі Комишловського району Свердловської області. Входить до складу Обуховського сільського поселення.
Населення — 50 осіб (2010, 89 у 2002).
Національний склад станом на 2002 рік: росіяни — 83 %.